# Gunhild Palmqvist
Gunhild Maria Kristina Palmqvist, född 27 november 1917 i Oscars församling, Stockholm, död 1963 i Danmark, var en svensk politiker (folkpartist) från Stockholm. Gunhild Palmqvist var den första kvinnan som valdes som ordförande för ett politiskt ungdomsförbund i Sverige när hon 1945 blev ordförande för Folkpartiets Ungdom.
Hon växte upp i ett kristet hem, föräldrarna var i medlemmar i Missionsförbundet. Hon arbetade på kontor och tog studenten genom kvällstudier och en fil mag på liknande sätt. Hon hade en tjänst som litterär rådgivare på ett bokförlag.
Gunhild Palmqvist kom in i FPU:s förbundsstyrelse 1942, blev studieledare 1943, sekreterare 1944 och då hon blev FPU-ordförande var hon 27 år, vilket var ovanligt ungt på den tiden. Hon var förbundsordförande i Folkpartiets ungdomsförbund mellan 1945 och 1948. Åren med henne som ledare blev framgångsrika och medlemsantalet ökade. Hon var också ombudsman för partiets kvinnoförbund. Frågor som hon engagerade sig särskilt i var skolan och kvinnans situation på arbetsmarknaden.
Hon gifte sig med en dansk journalist från Radikale Venstre och flyttade till Danmark 1951. Där drev hon tillsammans med maken ett bokförlag och en kontorsvarufirma. Hon var dotter till byggmästare Lars Palmqvist och Anna Emilia Johansson.